# Otwock Mały
Otwock Mały – wieś sołecka w Polsce położona w województwie mazowieckim, w powiecie otwockim, w gminie Karczew. Leży na terenie mikroregionu etnograficznego Urzecze.  Leży przy drodze wojewódzkiej nr .
W latach 1975–1998 miejscowość administracyjnie należała do województwa warszawskiego.